# Púshkino
Púshkino (en ruso: Пу́шкино) es una localidad del óblast de Moscú, en Rusia, centro administrativo del raión homónimo. Está ubicada en la confluencia de los ríos Ucha y Serebrianka a 30 km al noreste de Moscú. Cuenta con una población de 98 283 habitantes (censo de 2010).

## Historia
De acuerdo a las versiones históricas, el asentamiento de Púshkino fue documentado por primera vez en 1499, cuando pertenecía a Grigori Morjinin "Pushka" (cañón), un boyardo cuya línea de descendientes masculinos incluye a Aleksandr Pushkin. Durante los siglos posteriores, el lugar se convirtió en la zona de veraneo para la nobleza rusa. En 1678, una iglesia de cinco cúpulas (Iglesia de San Sergio) fue construida en la finca de Komiáguino. Otro notable lugar es Muránovo, donde los poetas rusos Yevgueni Baratynski y Fiódor Tiútchev pasaban el verano. La dacha de Vladímir Mayakovski, quien vivió en Púshkino durante las temporadas de verano de 1920-1928, es ahora un museo. Púshkino alcanzó el estatus de ciudad en agosto de 1925. Hoy es conocida por su Instituto de Ciencia Forestal, uno de los pocos institutos de esta rama en la Federación Rusa.

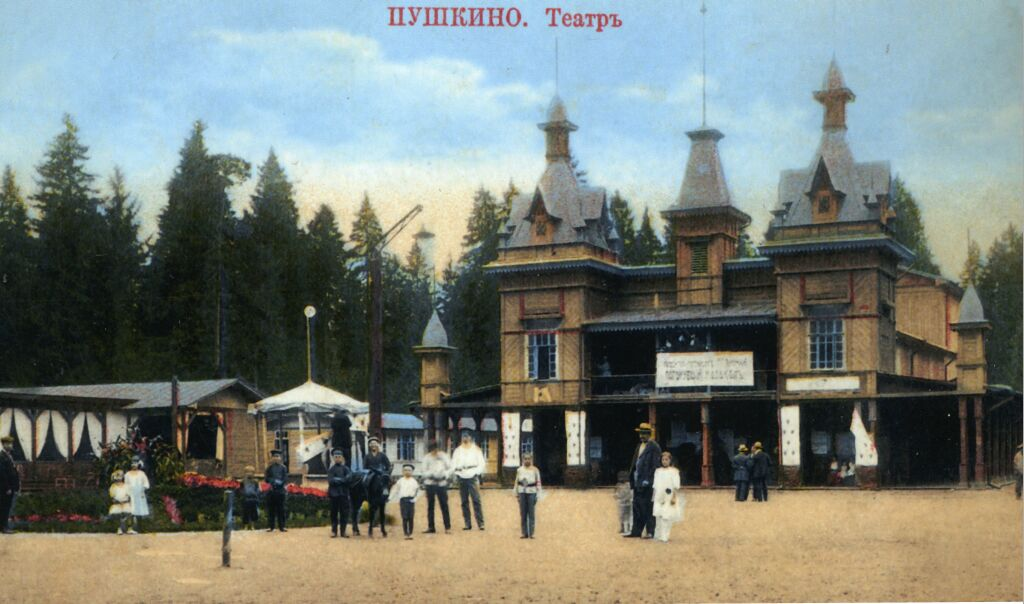
Teatro de verano de Púshkino, a principios del.

## Economía
La economía de Púshkino se concentra en la producción de lubricantes industriales (APTM), textiles para el hogar, hardware y materiales de construcción. En la localidad se ubica la Planta Electromecánica de Pushkin.

## Transporte
Púshkino se encuentra en el paso de la carretera Moscú-Yaroslavl y la autopista Moscú-Sérguiev Posad. Además, el ferrocarril Yaroslavl-Arjánguelsk atraviesa la localidad.

## Ciudades hermanadas
- Bert, Alemania.
- Kutná Hora, República Checa.
- Orivesi, Finlandia.
- Salobreña, España.

## Referencias y enlaces externos

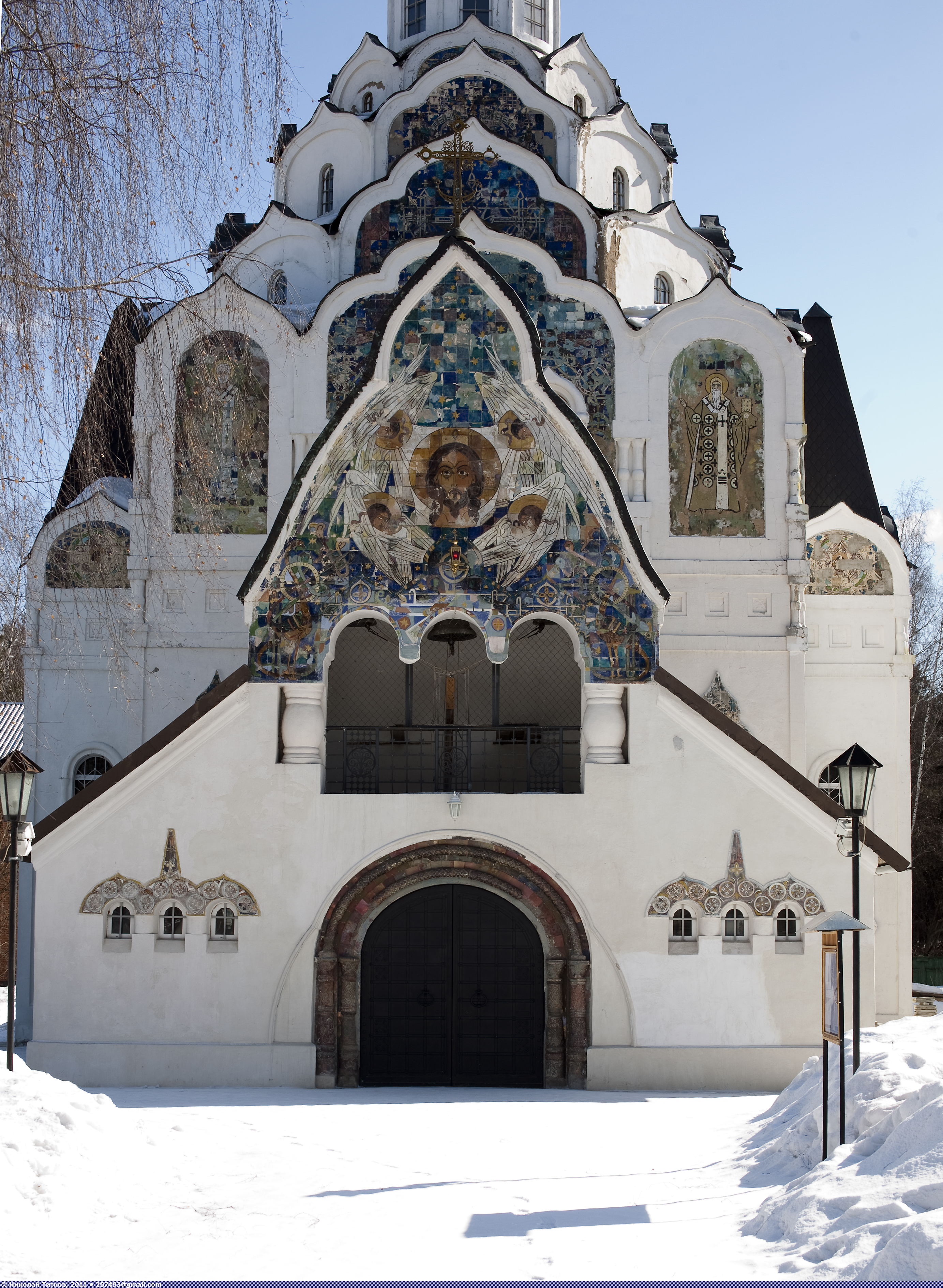
Iglesia del Santo Mandylion en Klyazma (hoy distrito de Púshkino).